# Etheostoma rufilineatum
Etheostoma rufilineatum és una espècie de peix de la família dels pèrcids i de l'ordre dels perciformes que habita a les conques dels rius Tennessee i Cumberland a Virgínia, Kentucky, Carolina del Nord, Tennessee, Geòrgia, Alabama i Mississipi.
Pot assolir els 8,4 cm de llargària màxima, tot i que la seua mida normal és de 6,9. Cos comprimit, musell punxegut, peduncle caudal profund, franges horitzontals als costats, taques fosques i bandes a les galtes, i taques nombroses i petites de color vermell o taronja al llarg dels costats del cos entre les línies horitzontals abans esmentades. El seu color és generalment marró. L'àrea pectoral dels mascles és d'un blau profund. Dues taques grogues i grosses són presents a la base de l'aleta caudal.
És d'aigua dolça, bentopelàgic i de clima temperat (38°N-34°N).
Els adults es nodreixen de larves de mosca negra, quironòmids, Hydropsychidae i Hydroptilidae, nimfes d'Heptageniidae i Baetidae, i Hydrachnidiae.
La reproducció ocorre des de finals del maig fins a principis de l'agost a l'est de Tennessee. Els ous són dipositats i enterrats al substrat (entre grava i pedres petites), i abandonats sense cap protecció posterior per part dels progenitors.
És inofensiu per als humans.